# Bocana spacoalis
Bocana spacoalis är en fjärilsart som beskrevs av Walker 1859. Bocana spacoalis ingår i släktet Bocana och familjen nattflyn. Inga underarter finns listade i Catalogue of Life.